# Coq mosan
Actualités
Le Rugby Coq mosan est un club de rugby à XV basé en province de Liège dans le village de Berneau (commune de Dalhem). Il évolue en Seniors Division 1 en 2023-2024.

## Historique
À l'origine , ce club de rugby créé en 1966 était l'un des nombreux clubs sportifs corporatifs liés à l'entreprise Fabrique nationale FN Herstal,.
L'adjectif « mosan » du club fait référence au fleuve de la Meuse.

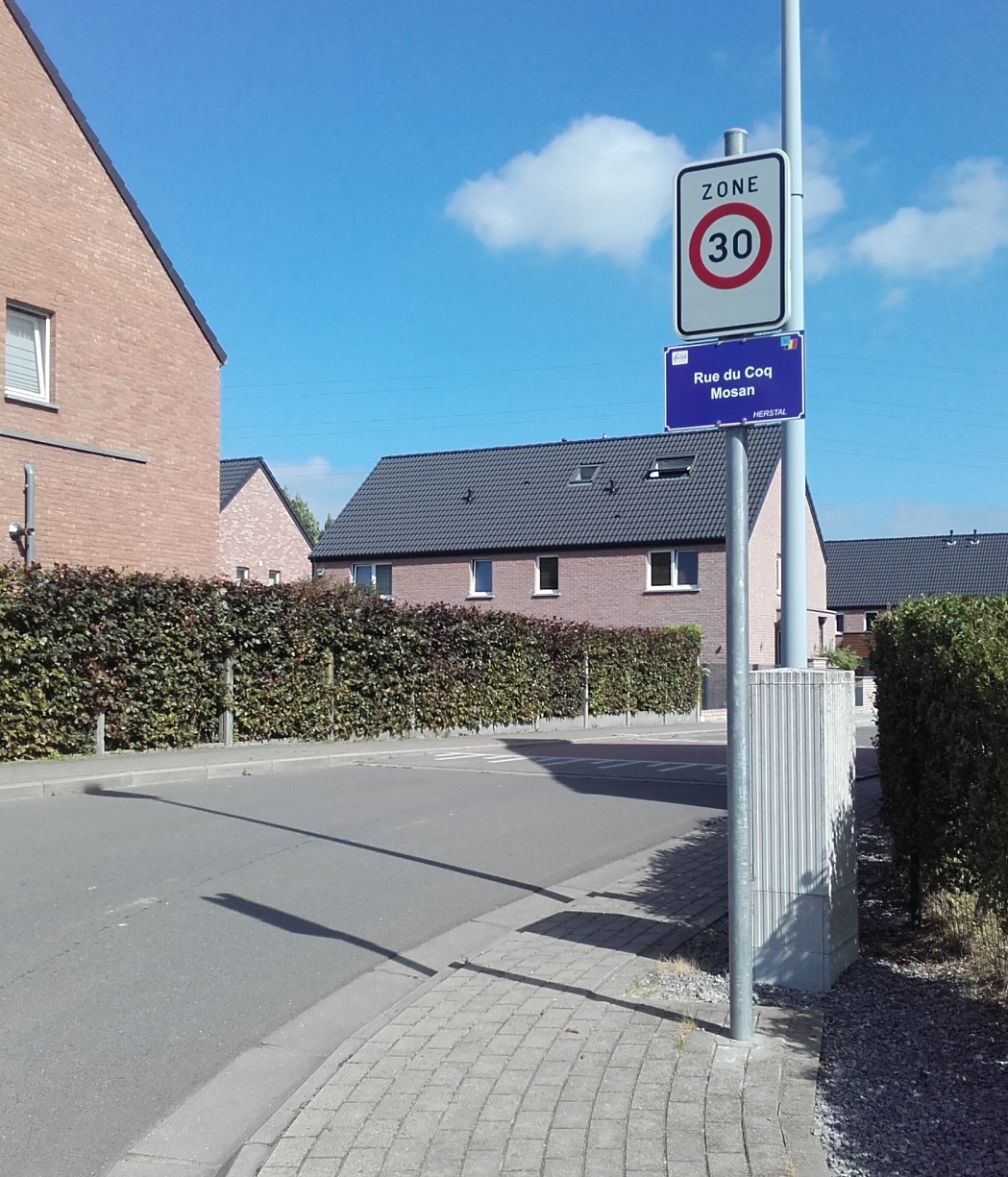
Rue du Coq Mosan dans le quartier du Rhees à Herstal.

Un centre omnisports était établi au Rhées à Herstal. En 1997 , ce centre fut démantelé et la zone consacrée aux sports de plein air transformée en lotissement résidentiel illustré par l'entrée de la rue du Coq mosan.
Plusieurs clubs ont porté ou portent le nom de Coq mosan et ce même après déménagement (rugby, badminton, yoga, hébertisme).

## Palmarès
- Vainqueur du championnat de Belgique (6) en 1975, 1976, 1977, 1981, 1982 et 1983
- Vainqueur de la Coupe de Belgique (4) en 1970, 1978, 1980 et 1989
- Vainqueur du championnat de 2e division (4) en 1968, 1992, 2012 et 2022
- Vainqueur de la Coupe de l'Effort (4) en 1976, 1996, 1998 et 2015